# Maya Hawke
Maya Ray Thurman Hawke (sinh ngày 8 tháng 7 năm 1998) là một nữ diễn viên, người mẫu và ca sĩ kiêm nhạc sĩ người Mỹ. Cô là con gái của nữ diễn viên Uma Thurman và nam diễn viên Ethan Hawke. Cô bắt đầu sự nghiệp của mình với vai trò là một người mẫu và xuất hiện lần đầu tiên trên màn ảnh với vai Jo March trong bộ phim Little Woman (2017) của BBC.
Hawke được biết đến nhiều nhất với vai Robin Buckley trong loạt phim khoa học viễn tưởng của Netflix mang tên Stranger Things (2019 - nay). Ngoài ra, cô còn xuất hiện trong các bộ phim khác như Chuyện ngày xưa ở... Hollywood (2019), Phố Fear - Phần 1: 1994 (2021), Do Revenge (2022) và Asteroid City (2023).
Với tư cách là một ca - nhạc sĩ, cô đã phát hành các album Blush (2020) và Moss (2022).

## Thời niên thiếu và giáo dục
Hawke sinh ngày 8 tháng 7 năm 1998, tại thành phố New York. Cô là con gái cả của hai diễn viên Ethan Hawke và Uma Thurman. Cha mẹ cô gặp nhau trên phim trường Gattaca (1997), kết hôn vào tháng 5 năm 1998, và ly dị vào năm 2005. Cô có một người em trai là Levon Hawke, sinh năm 2002.  Cô cũng có hai người em cùng cha khác mẹ (sinh năm 2008 và 2011) bởi người vợ thứ hai của cha mình, Ryan Shawhughes. Cô có một người em cùng cha khác mẹ (sinh năm 2012) từ chồng sắp cưới của mẹ cô, nhà tài chính Arpad Busson.
Về phía cha cô, Hawke là cháu chắt của nhà viết kịch Tennessee Williams. Về phía mẹ cô, cô là cháu gái của học giả Phật giáo Robert A. F. Thurman và người mẫu Nena von Schlebrügge. Mẹ của Schlebrügge, Birgit Holmquist, cũng là một người mẫu, đã đặt ra bức tượng Famntaget của Axel Ebbe, hiện đang ở Smygehuk ở Thụy Điển.
Hawke mắc chứng khó đọc, dẫn đến việc cô thay đổi trường học thường xuyên trong thời gian học tiểu học trước khi cuối cùng cô được ghi danh vào trường Saint Ann's, một trường tư thục ở Brooklyn, New York - một ngôi trường chuyên đào tạo các kỹ năng nghệ thuật. Môi trường nghệ thuật cuối cùng đã đưa cô đến với diễn xuất. Hawke cũng tham gia vào các nghiên cứu mùa hè tại Học viện Nghệ thuật Sân khấu Hoàng gia ở London và Xưởng diễn xuất nổi tiếng Stella Adler ở New York. Cô theo học trường nghệ thuật biểu diễn Juilliard trong một năm trước khi bị buộc phải bỏ học sau khi nhận vai trong Little Women.

## Danh sách phim

### Điện ảnh
| Năm  | Tên phim                  | Vai diễn | Ghi chú    |
| ---- | ------------------------- | -------- | ---------- |
| 2023 | Những mảnh ghép cảm xúc 2 | Lo Âu    | Lồng tiếng |